# REDengine
REDengine è un motore grafico sviluppato da CD Projekt RED nel 2011; è stato creato esclusivamente per l'uso nei videogiochi di ruolo della società stessa.

## Storia
La prima versione di REDengine è stata creata nel 2011 per sviluppare il videogioco The Witcher 2: Assassins of Kings, mentre la seconda è stata utilizzata nel 2012 per il porting del titolo su Xbox 360. La terza versione è stata adottata nel 2015 per The Witcher 3: Wild Hunt ed è compatibile solo con sistemi a 64 bit. La quarta ed ultima versione è stata utilizzata nel 2020 per Cyberpunk 2077 e mantiene le caratteristiche di quella precedente.

## Caratteristiche
REDengine è un software multipiattaforma per sistemi a 32 bit e 64 bit che viene gestito tramite Windows. Il motore grafico permette agli sviluppatori di creare trame complesse e non lineari che la maggior parte dei motori precedenti non sarebbe riuscito a supportare senza dover vincolare il mondo di gioco; prima della creazione di REDengine, infatti, gli sviluppatori dei videogiochi di ruolo dovevano affidarsi ad altri software che richiedevano compromessi durante la realizzazione dei giochi stessi, costringendoli ad accettare open world molto grandi ma con trame poco complesse o viceversa.

## Versioni

### REDengine 2
REDEngine 2 è la seconda versione di REDengine ed è stata ottenuta tramite un middleware utilizzando il motore Havok, l'interfaccia Scaleform GFx e l'audio FMOD.

### REDengine 3
REDengine 3 è la terza versione di REDengine ed è stata sviluppata per funzionare esclusivamente su sistemi a 64 bit; la compagnia ha migliorato il motore per poterlo utilizzare in videogiochi open world.
REDengine 3 utilizza la precisione dei processori a 64 bit, consentendo una grafica di alta qualità grazie al rendering dinamico. Questo introduce la possibilità di inserire volti ed animazioni facciali realistiche. Gli effetti di luce non soffrono più di problemi derivanti dal rateo ridotto del contrasto. Supporta inoltre effetti volumetrici che permettono il rendering avanzato di nuvole, foschia, nebbia e fumo e altri effetti particellari; sono anche abilitate texture e mapping ad altissima risoluzione, così come la fisica dinamica e il sistema avanzato di mimica facciale che permette di ricreare volti ed espressioni realistiche.
REDengine 3 utilizza un sistema di rendering flessibile creato per ottenere ombreggiature differite e pipeline grafica. Il risultato comprende una vasta gamma di effetti cinematografici, che comprende una profondità di campo bokeh, gradazioni di colore e luci dinamiche.
Il sistema di rendering del terreno utilizza tassellatura e strati di materiale variabile che possono essere uniti.

### REDengine 4
REDengine 4 è la più recente versione del motore grafico e consente agli sviluppatori di creare trame estremamente complesse, molto più di quanto fosse possibile nel REDengine 3; ha portato inoltre grandi miglioramenti alla mimica facciale, grazie alla compatibilità con il software di intelligenza artificiale JALI. Tra l'altro, REDengine 4 è compatibile con le più recenti tecnologie di NVIDIA RTX e DLSS 2.0.
Nel 2017, CD Projekt ha rivelato di avere in sviluppo ben quattro progetti. Questi sono stati avviati a gennaio 2016 e si sarebbero conclusi per giugno 2019. Tutti i progetti sarebbero stati sviluppati mediante REDengine 4, la nuova iterazione del REDengine. Il videogioco Cyberpunk 2077 è stato sviluppato con questa versione del REDengine.

## Videogiochi
REDengine 1
- The Witcher 2: Assassins of Kings

REDengine 3
- The Witcher 3: Wild Hunt

REDengine 4
- Cyberpunk 2077